# Selecto
Le Selecto est une boisson de l'entreprise algérienne Hamoud Boualem. Il s'agit d'un soda au caramel, souvent assimilé au Coca-Cola en raison de sa couleur malgré une saveur radicalement différente de celle des colas.

## Histoire
Créée en 1907 en Algérie, la boisson s'est d'abord appelée Victoria. Souhaitant traduire son goût par un choix très sélectif des produits entrant dans sa conception[pas clair], Hamoud Boualem la rebaptisera "Selecto".

## Marché français
En France, la boisson est produite par la société SAS Parot, basée à Saint-Romain-le-Puy (Loire), qui a acquis une licence pour exploiter la marque,. Elle commercialise également des variétés qui n’existent pas dans son pays d'origine : à la pomme et au citron.